# Liste der Monuments historiques in Les Mathes
Die Liste der Monuments historiques in Les Mathes führt die Monuments historiques in der französischen Gemeinde Les Mathes auf.

## Liste der Bauwerke
| Bezeichnung               | Beschreibung                                        | Standort                          | Kennzeichnung | Schutzstatus | Datum | Bild           |
| ------------------------- | --------------------------------------------------- | --------------------------------- | ------------- | ------------ | ----- | -------------- |
| Batterie Rest Adler Cosel | Artilleriestellung des Atlantikwalls, 1942 und 1943 | Le Canton de la Bonne Anse (Lage) | PA17000043    | Inscrit      | 2002  | weitere Bilder |
| Batterie Wesel Flakberg   | Artilleriestellung des Atlantikwalls, 1942          | Le Canton de la Bonne Anse (Lage) | PA17000045    | Inscrit      | 2002  |                |

## Liste der Objekte
| Bezeichnung | Beschreibung                    | Standort                                | Kennzeichnung | Schutzstatus | Datum | Bild           |
| ----------- | ------------------------------- | --------------------------------------- | ------------- | ------------ | ----- | -------------- |
| Glocke      | Bronze, 1788 gegossen           | in der Kirche St-Cyr-Ste-Julitte (Lage) | PM17000194    | Classé       | 1911  |                |
| Taufbecken  | Stein, 14. oder 15. Jahrhundert | in der Kirche St-Cyr-Ste-Julitte (Lage) | PM17002562    | Inscrit      | 2013  | weitere Bilder |